# Горрево, Филипп-Эжен де
Филипп-Эжен де Горрево (фр. Philippe-Eugène de Gorrevod; ум. 26 июля 1681, замок Пон-де-Во (Пон-де-Во), герцог де Пон-де-Во, князь Священной Римской империи — участник Тридцатилетней войны.

## Биография
Сын Шарля-Эмманюэля де Горрево, герцога де Пон-де-Во, и Изабели Бургундской. Последний представитель дома де Горрево.
Граф и виконт де Сален, сеньор и барон де Горрево, Сермуайе, Шаламон, Мон-Сен-Сорлен, Сен-Жюлен, Жербе, Ле, Бельмон, и прочее. Унаследовал земли в Брессе, а также получил в наследство от отца добрую шпагу, с помощью которой Шарль-Эмманюэль спас эрцгерцога Альбрехта в битве при Ньивпорте.
Под угрозой конфискации бресских земель был вынужден покинуть имперскую военную службу и перейти на французскую. Служил добровольцем в войсках принца Конде, участвовал в осаде Мардика в 1646 году, и получил несколько ранений. Отличился в битве при Лансе в 1648 году. Объединил семейные владения после смерти младшего брата, архиепископа Безансонского.
Расчетвертовал свой герб: в I и IV четвертях, противочетвертованных — в 1-й и 4-й частях герб Горрево, во 2-й и 3-й герб Ривуар; во II и III, противочетвертованных — в 1-й и 4-й частях новый бургундский герб, во 2-й, разделенной, гербы старой Бургундии и герцогства Брабант, в 3-й, разделенной, гербы старой Бургундии и Люксембурга; во всех из II и III четвертей — герб Фландрии.
Был холост и умер, не успев объявить свою последнюю волю. Завещание, составленное в пользу его друга маркиза де Тианжа из дома де Дама, не являвшегося родственником, было признано экспертами подложным. Претензии на наследство дома де Горрево заявил Шарль-Луи де Бофремон. Поскольку после присоединения Франш-Конте к Франции основная часть владений дома де Горрево оказалась под французской юрисдикцией, тяжба разбиралась Парижским парламентом.